# 加德群島
65°51′S 66°22′W / 65.850°S 66.367°W
加德群島（Garde Islands），是南極洲的群島，處於萊夫利角西北面9公里，屬於比斯科群島的一部分，在1957年被繪入阿根廷地圖，以丹麥海洋學家命名，現時由南極條約體系管理。